# Mimosopsis aculeaticarpa
Mimosopsis aculeaticarpa là một loài thực vật có hoa trong họ Đậu. Loài này được (Ortega) Britton & Rose mô tả khoa học đầu tiên năm 1928.